# Эверкаликс
Эверкаликс (швед. Överkalix, фин. Ylikainuu) — населённый пункт на реке Каликсэльвен в лене Норрботтен провинции Норрботтен на северо-востоке Швеции.
В 2000 году шведским писателем финского происхождения Бенгтом Похьяненом на личном участке была построена православная церковь в честь Преображения Господня.
В 2006 году в городе проходили съёмки шведского фильма «30 дней до рассвета».

## Население
| 1960 | 1970 | 1980  | 1990  | 2000  | 2010 | 2019  |
| ---- | ---- | ----- | ----- | ----- | ---- | ----- |
| 559  | ↗700 | ↗1045 | ↗1188 | ↘1003 | ↘975 | ↗1039 |

## Города-побратимы
- Мурмаши[4]